# Thindia
Thindia är ett släkte av svampar. Thindia ingår i familjen Sarcoscyphaceae, ordningen skålsvampar, klassen Pezizomycetes, divisionen sporsäcksvampar och riket svampar.
|         | Sarcoscypha                        |
|         |                                    |
|         | Phillipsia                         |
|         |                                    |
|         | Cookeina                           |
|         |                                    |
|         | Nanoscypha                         |
|         |                                    |
|         | Microstoma                         |
|         |                                    |
|         | Geodina                            |
|         |                                    |
|         | Aurophora                          |
|         |                                    |
| Thindia | \| \| Thindia cupressi \| \| \| \| |
|         | \| \| Thindia cupressi \| \| \| \| |
|         | Pseudopithyella                    |
|         |                                    |
|         | Pithya                             |
|         |                                    |
|         | Wynnea                             |
|         |                                    |
|         | Kompsoscypha                       |
|         |                                    |
|         | Thindia cupressi                   |
|         |                                    |

|  | Thindia cupressi |
|  |                  |